# TCG Gemlik (1980)
TCG Gemlik (F-492) – turecka fregata rakietowa typu Gabya, trzecia jednostka z serii. Dawny USS „Flatley” (FFG-21).

## Służba w US Navy

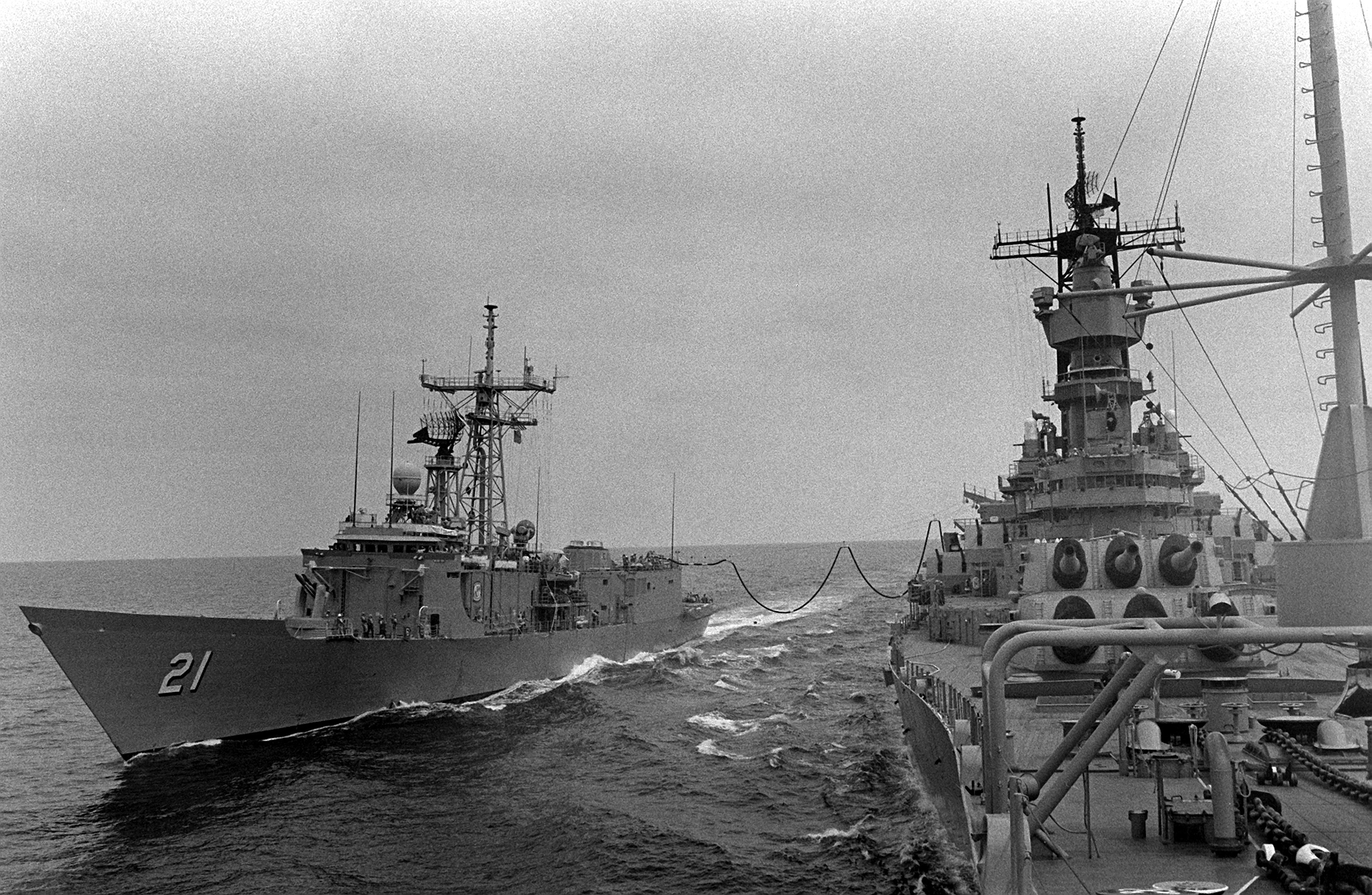
USS Iowa (BB-61) uzupełnia zapasy USS Flatley (FFG-21), wrzesień 1987

Okręt w Bath Iron Works w dniu 28 lutego 1977 roku jako trzynastą jednostkę z serii Oliver Hazard Perry. Stępka została położona 13 listopada 1979, zaś wodowanie odbyło się 15 maja 1980. 20 czerwca 1981 roku okręt uroczyście wcielono do służby w US Navy jako USS „Flatley” (FFG-21). Wycofany został 11 maja 1996 roku, a w 1998 przekazany został stronie tureckiej.

## Służba w Tureckiej Marynarce Wojennej
Jednostka ta była trzecią z trzech ex-amerykańskich jednostek, które przekazano Türk Deniz Kuvvetleri w sierpniu 1997 roku na zasadach programu EDA (Excess Defense Articles). Strona turecka musiała jedynie ponieść koszty związane z doprowadzeniem fregat do stanu użyteczności, zainstalowaniem uzbrojenia, przeszkoleniem załogi, dokumentacji technicznej, zapasu części zamiennych oraz amunicji. TCG „Gemlik”, dawny USS „Flatley” (FFG-21), wcielony został do służby 28 lipca 1998 roku.
Fregata przeszła program modernizacji, który obejmował doposażenie okrętu w turecki cyfrowy system zarządzania walką o nazwie GENESIS (Gemi Entegre Savaş İdare Sistemi). System został zaprojektowany i wdrożony wspólnie przez turecką marynarkę wojenną i HAVELSAN, turecką firmę produkującą sprzęt elektroniczny i oprogramowanie.